# Haus Langen (Bad Bentheim)
Das Haus Langen ist ein Rittergut und ehemaliger Burgmannenssitz der Grafen von Bentheim am Nordostrand von Bad Bentheim in Niedersachsen.

## Beschreibung
Haus Langen war im Spätmittelalter eine Wasserburg und ein Burgmannensitz der Grafen von Bentheim. Wahrscheinlich wurde es zu Beginn des 15. Jahrhunderts durch Friedrich von Bever aus Teilen der Burgmannenlehen, mit denen 1346 Arnold von Schoneveld und Hugo von Bar belehnt wurden, zusammengefügt. Der Sitz des Hugo von Bar lag laut den Angaben in den Schriftquellen zwischen der Bentheimer Burg und dem Walde. Der frühere Burgplatz, von dem noch der Wassergraben vorhanden ist, befindet sich 500 m nördlich des jetzigen Herrenhauses. Gesichert ist aber nur die Ersterwähnung von 1502, in der Arnd de Bever bestätigt, dass der Graf von Bentheim 1479 dieses Haus seinem Vater Schotte de Bever als Burgmannsgut zugewiesen habe. 1583 ging die Anlage an die mit den von Bevern verschwägerte Familie von Etzbach zu Duckenburg über. 1761 kam die Familie von Elverfeldt zu Steinhausen durch eine Heirat in den Besitz des Gutes. 1798 brannten die Wirtschaftsgebäude ab. Da auch das Herrenhaus baufällig war, entstand in der Folgezeit ein Neubau an der heutigen Stelle. Das heutige Herrenhaus ist ein zweigeschossiges Gebäude aus Sandstein mit neogotischem Turm.
Der Wassergraben um die ehemalige Burganlage umgibt ein 130 × 180 m großes Areal. In dessen Nordostecke befindet sich der eigentliche umgräftete Burgplatz von ca. 25–30 m Seitenlänge. Über die Gestalt der Burg können keine Angaben gemacht werden, da eine archäologische Prospektion lediglich zwei Pfostenlöcher erbracht hat. In den 80er Jahren sollen noch Fundamentreste sichtbar gewesen sein. Im Bereich des südlich der Gräfte gelegenen Parkplatzes wurden mehrere Pfostenlöcher, Gruben und ein Graben dokumentiert. Die dabei gefundene Keramik stammt aus dem 14. bis 19. Jahrhundert mit einem Schwerpunkt im 16./17. Jahrhundert.